# Svrževo
Svrževo – wieś w Chorwacji, w żupanii zagrzebskiej, w gminie Krašić. W 2011 roku liczyła 28 mieszkańców.